# Classe Deutschland (cuirassé)
Pour les autres classes de navires du même nom, voir Classe Deutschland.
La classe Deutschland est une classe de cinq cuirassés de type pré-Dreadnought construits pour la Marine impériale allemande.
La classe est composée du SMS Deutschland, du SMS Hannover, du SMS Pommern, du SMS Schlesien et du SMS Schleswig-Holstein. Construits entre 1903 et 1908, leur conception s'inspire très fortement de la classe Braunschweig, classe précédente de cuirassés de même type construite par la Marine allemande, à l'exception du fait que leur blindage est fortement renforcé.
Ils sont très vite obsolètes du fait de l'arrivée en 1906 d'un nouveau type de cuirassé révolutionnaire, le HMS Dreadnought britannique. De ce fait, les navires de la classe Deutschland sont les derniers cuirassés de ce type construits par la Kaiserliche Marine. Ils seront suivis par la classe Nassau, réponse au HMS Dreadnought et première classe de cuirassés de type dreadnought construits par l'Allemagne.
Avec l'arrivée des bâtiments de classe Deutschland, la flotte allemande avait assez de cuirassés pour former deux escadrons. La flotte est alors réorganisée en Hochseeflotte, ou « flotte de haute mer », qui participera à des batailles lors de la Première Guerre mondiale. Malgré le fait qu'ils soient d'un point de vue technologique hors-jeu, les cinq navires participent à la bataille du Jutland le 31 mai et le 1er juin 1916. Le Pommern sera torpillé et coulé. Après la bataille, les quatre cuirassés rescapés sont rétrogradés de la ligne de front et assignés à des tâches secondaires. Le Traité de Versailles, qui autorisera l'Allemagne à garder certains de ses navires à des tâches de défense côtière, permettra la conservation des navires de classe Deutschland.
Après une courte carrière en tant que navire de défense côtière, le Deutschland est démoli entre 1920 et 1922. Le Hannover devait être converti en cible d'entraînement mais ce ne sera jamais fait. Il aurait été démantelé entre 1944 et 1946. Le Schlesien et le Schleswig-Holstein sont les seuls bâtiments de la classe Deutschland à avoir été actif de manière continue tant dans la Reichsmarine que dans la Kriegsmarine. Les deux navires auront une participation modeste durant la Seconde Guerre mondiale, dont le bombardement par le Schleswig-Holstein de la forteresse de la presqu'île de Westerplatte, en Pologne, lors de la Bataille de Westerplatte.

## Caractéristiques techniques

### Caractéristiques générales

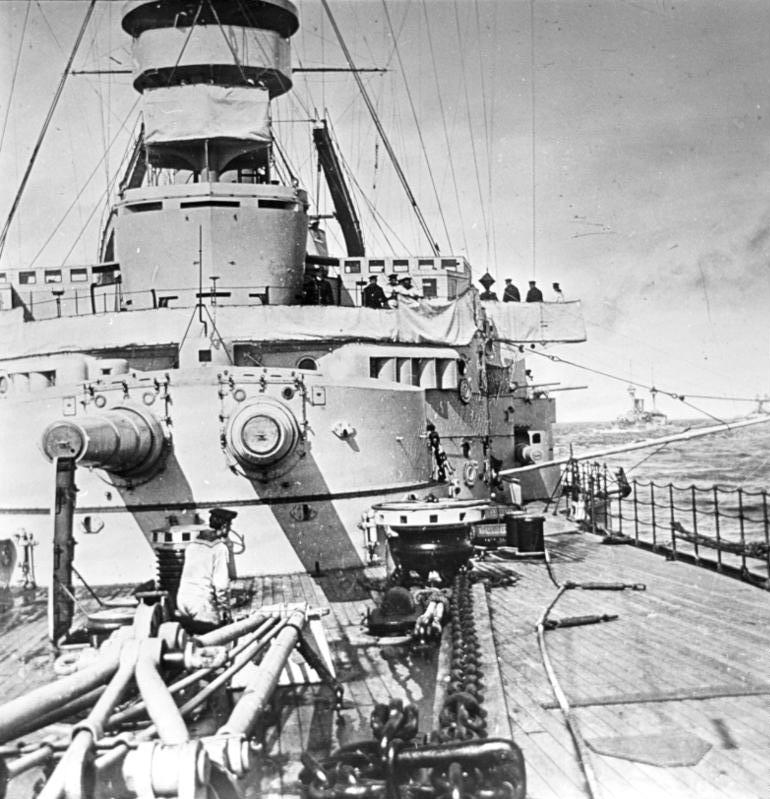
Tourelle avant du SMS Deutschland

Les navires de la classe Deutschland ont une longueur de flottaison de 125,9 mètres pour une longueur totale de 127,6 mètres. La plus grande grande largeur ou maître-bau des cuirassés est de 22,2 mètres, et le tirant d'eau est de 8,21 mètres. Les navires ont été conçus pour déplacer 13 191 tonnes et 14 218 tonnes en charge. Des pièces en acier transversales et longitudinales constituent le cadre des navires Deutschland, les tôles en acier de la coque étant rivées sur le cadre. La coque contient douze compartiments étanches à l'exception du Pommern  qui en dispose de treize. La coque présente également un double-fond sur 84 % de la longueur des navires.

### Propulsion
Les navires de la classe Deutschland sont équipés de machines à vapeur à triple expansion, qui entraînent trois hélices. Les deux hélices externes possèdent trois pales et ont un diamètre de 4,8 m. L'hélice centrale possède quatre pales et un diamètre de 4,5 m. Les machines sont alimentées en vapeur par douze chaudières multitubulaires de marine, réparties en quatre chaudières par machine à vapeur, à l'exception du Deutschland. Ce dernier est alimenté en vapeur à la manière des Braunschweig, soit par huit chaudières multitubulaires de marine et six chaudières cylindriques. Le Deutschland développe une puissance de 16 220 ch (12 000 kW), tandis que les quatre autres cuirassés développent une puissance de 17 200 ch (12 700 kW), permettant théoriquement aux cinq navires d'atteindre une vitesse maximale de 33 km/h, qu'ils dépassèrent lors des essais.

## Les unités de la classe
| Nom                    | Chantier naval                  | Mise en chantier | Lancement         | Mise en service  | Fin                          | Photo |
| ---------------------- | ------------------------------- | ---------------- | ----------------- | ---------------- | ---------------------------- | ----- |
| SMS Deutschland        | Arsenal Germania Kiel           | 20 juin 1903     | 16 novembre 1904  | 3 août 1906      | démoli le 25 janvier 1920    |       |
| SMS Hannover           | Kaiserliche Werft Wilhelmshaven | 7 novembre 1904  | 29 septembre 1905 | 1er octobre 1907 | démoli entre 1944 et 1946    |       |
| SMS Pommern            | AG Vulcan Stettin               | 1er avril 1904   | 2 décembre 1905   | 6 août 1907      | torpillé le 1er juin 1916    |       |
| SMS Schlesien          | Schichau-Werke Dantzig          | 19 novembre 1904 | 28 mai 1906       | 5 mai 1908       | sabordé à Swinemünde en 1945 |       |
| SMS Schleswig-Holstein | Arsenal Germania Kiel           | 18 août 1905     | 17 décembre 1906  | 6 juillet 1908   | coulé en 1944                |       |